# Heteropsis duckeana
Heteropsis duckeana är en kallaväxtart som beskrevs av M.L.Soares. Heteropsis duckeana ingår i släktet Heteropsis och familjen kallaväxter. Inga underarter finns listade.